# Fort Eben-Emael

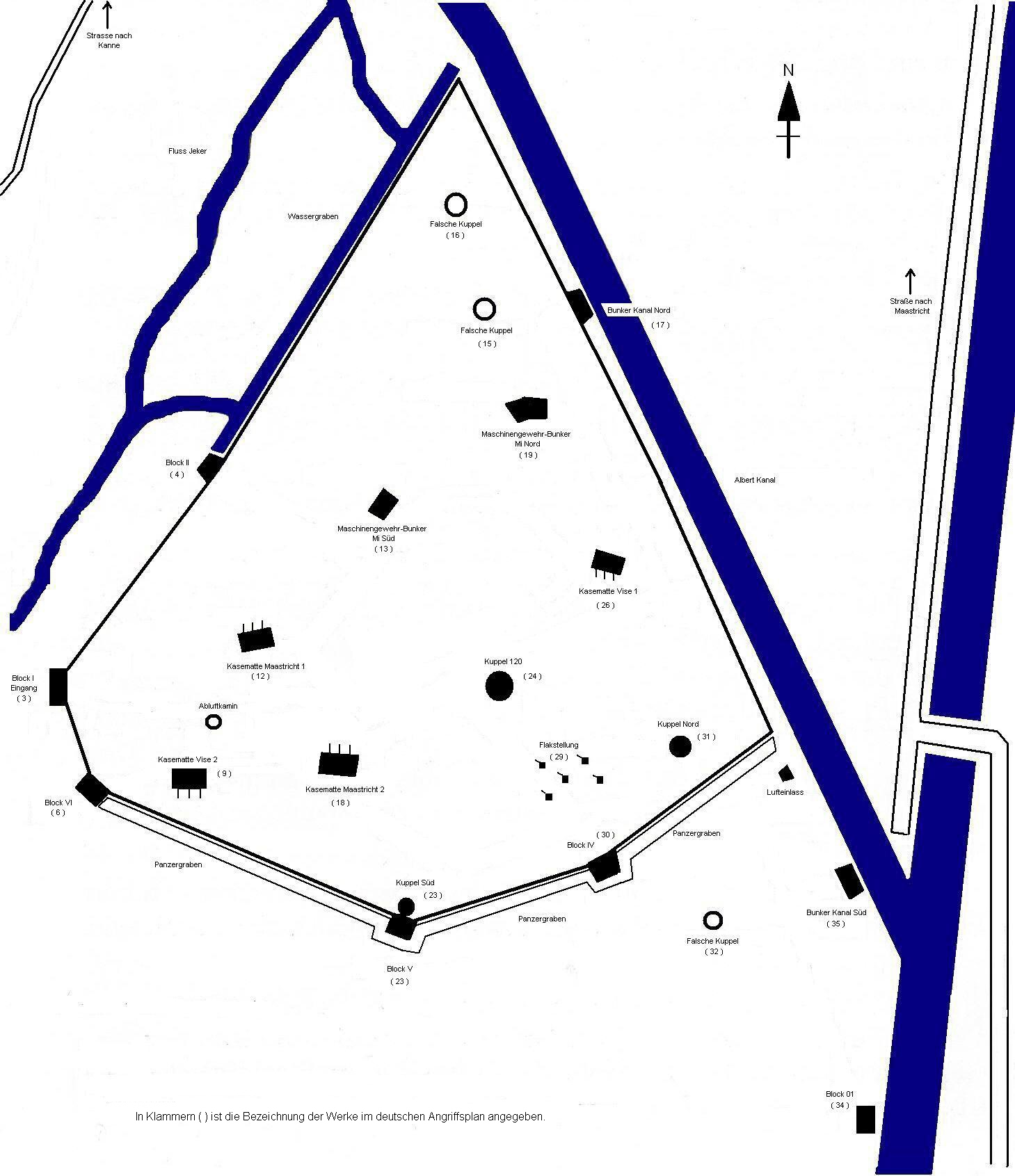
Översiktskarta av befästningen

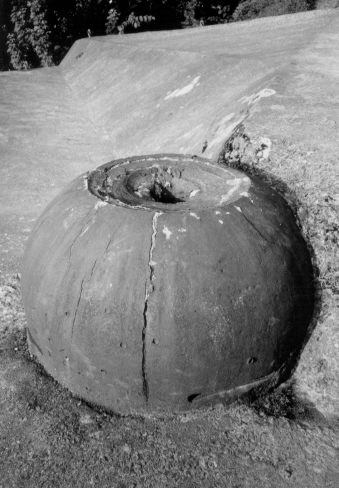
En av fortet Eben-Emaels kupoler som genomborrats av en sprängladdning med riktad sprängverkan.

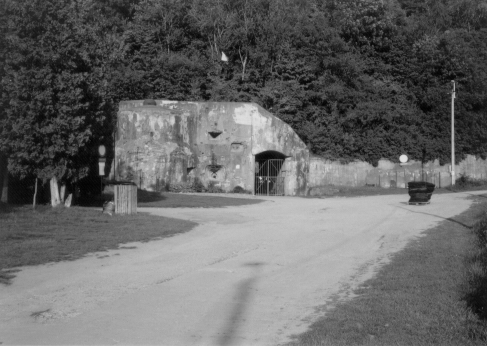
Huvudentrén till fortet.

Eben-Emael var ett belgiskt fort, beläget mellan Liège och Maastricht nära Albertkanalen. Fortet konstruerades 1931-1935 för att man skulle kunna övervaka den belgisk-tyska gränsen och det sades vara ointagbart. Den 10 maj 1940 landade dock 78 fallskärmsjägare från den 7. Flieger-Division på fortets tak med sina glidflygplan av typen DFS 230. En dag senare förstärktes deras närvaro i och med att det tyska 151:a infanteriregementet anlände. Klockan 13:30 den 11 maj kapitulerade fortet och 1 200 belgiska soldater tillfångatogs.

## Anläggningen
Eben-Emael var format som en oregelbunden femhörning och var Belgiens försvar mot ett anfall österifrån. Fortet hade till uppgift att antingen försvara eller förstöra tre nyckelbroar. Det gav även skydd söderut mot ett område som kallades Viseöppningen. Redan under det sena 1800-talet hade man planerat att bygga ett fort som skyddade detta uppmarschområde till Liège. Detta förslag blev dock först politiskt övertygande efter att Albertkanalen färdigställts (för att skapa en flodtransportväg som inte gick genom Nederländskt territorium). Fortet blev klart år 1935 och var placerat mellan floden och kanalen som passerade den. Med sina stål- och betongkupoler troddes fortet vara ointagbart.

## Anfallet
Tyskarna hade sedan länge planerat hur man skulle erövra fortet. År 1939 byggde man en exakt kopia av fortet i det ockuperade Tjeckoslovakien. Denna kopia användes av tyska Wehrmacht för att testa olika anfallsplaner. Adolf Hitler själv framförde en plan hur man skulle erövra fortet genom att landa stormpionjärer på taket med glidflygplan och även använda de topphemliga, nya sprängladdningarna med riktad sprängverkan för att förstöra kupolerna. Det skulle ha varit svårt och krångligt att låta soldater hoppa fallskärm över ett sådant litet område.
Genom ett bra förarbete i form av spionage och överlägsen planering, i kombination med god tur och belgisk oförbereddhet, kom Hitlers plan att bli en snabb och övertygande framgång. Vid erövringen av Eben-Emael använde man för första gången glidflygplan vid ett inledande av ett anfall och man använde även för första gången sprängladdningar med riktad sprängverkan under kriget. Glidflygplanen leddes av Oberleutnant Rudolf Witzig. Efter att ha landat på fortets tak använde de tyska pionjärerna sina sprängladdningar för att förstöra kupolerna eller försätta dem ur bruk. De använde även eldkastare mot kulsprutorna. Belgarna lyckades dock förstöra en av de tre nyckelbroarna med artilleri från fortet och kunde därigenom förhindra att tyskarna kunde använda den för att marschera in i Belgien och sända förstärkningar.
Senare under kriget skulle britterna använda glidflygplan för att erövra bron Pegasus Bridge vid inledandet av operationerna under Dagen D.
Efter att tyskarna hade erövrat fortet, undersöktes dess möjligheter för att fungera som en underjordisk fabrik för att tillverka V-1-raketer, men produktionen togs aldrig upp där.

## Historiskt minnesmärke
Fort Eben-Emael är idag öppet för allmänheten.